# Gauliga Hessen 1933/34
Die Gauliga Hessen 1933/34 war die erste Spielzeit der Gauliga Hessen im Fußball. In der neuen Spielklasse des Sportgaues 12, die als eine von deutschlandweit 16 Gauligen als höchste Liga eingeführt worden war, traten zehn Mannschaften gegeneinander an, die zuvor großteils im Westdeutschen Spielverband um Punkte gekämpft hatten, zwei Mannschaften – Hanau 93 und VfB Friedberg – hatten zuvor in der Bezirksliga Main/Hessen des süddeutschen Verbandes gespielt. Die Meisterschaft sicherte sich Borussia Fulda mit fünf Punkten Vorsprung auf die Mannschaft des VfB Friedberg und zog zum zweiten Mal nach 1932 in die Endrunde um die deutsche Meisterschaft, scheiterte dort aber in der Vorrunde deutlich. Die Abstiegsränge belegten der VfB Kurhessen 05 Marburg und der SV Hermannia Kassel. Aus den Aufstiegsrunden setzten sich zur Runde 1934/35 Germania Fulda und die SpVgg 1910 Langenselbold durch.

## Teilnehmer
Für die erste Austragung der Gauliga Hessen qualifizierten sich folgende Mannschaften:
- die sieben besten Mannschaften aus der Bezirksliga Hessen-Hannover der westdeutschen Fußballmeisterschaft 1932/33 aus der Region Hessen:
  - Borussia Fulda
  - SV Kurhessen Kassel
  - SG Hessen Hersfeld
  - Hermannia Kassel
  - VfB Kurhessen Marburg
  - SV 06 Kassel-Rothenditmold
  - CSC 03 Kassel
- der Zweitligameister aus Hessen-Hannover 1932/33:
  - BC Sport Kassel
- die zwei besten Mannschaften aus dem Bereich Hanau der Bezirksliga Main-Hessen, Gruppe Main der süddeutschen Fußballmeisterschaft 1932/33
  - 1. FC Hanau 93
  - VfB Friedberg

## Abschlusstabelle
| Pl. | Verein                     | Sp. | S  | U | N  | Tore    | Quote | Punkte |
| --- | -------------------------- | --- | -- | - | -- | ------- | ----- | ------ |
| 1.  | 1. SV Borussia 04 Fulda    | 18  | 14 | 1 | 3  | 065:160 | 4,06  | 29:70  |
| 2.  | VfB Friedberg              | 18  | 12 | 0 | 6  | 046:370 | 1,24  | 24:12  |
| 3.  | 1. FC Hanau 93             | 18  | 10 | 2 | 6  | 045:280 | 1,61  | 22:14  |
| 4.  | SV Kurhessen Kassel        | 18  | 11 | 0 | 7  | 049:390 | 1,26  | 22:14  |
| 5.  | CSC 03 Kassel              | 18  | 9  | 4 | 5  | 040:340 | 1,18  | 22:14  |
| 6.  | SG Hessen Hersfeld         | 18  | 8  | 2 | 8  | 027:250 | 1,08  | 18:18  |
| 7.  | SV 06 Kassel-Rothenditmold | 18  | 6  | 1 | 11 | 028:370 | 0,76  | 13:23  |
| 8.  | 1. BC Sport Kassel         | 18  | 6  | 1 | 11 | 042:690 | 0,61  | 13:23  |
| 9.  | VfB Kurhessen Marburg      | 18  | 4  | 1 | 13 | 033:670 | 0,49  | 09:27  |
| 10. | SV Hermannia Kassel        | 18  | 4  | 0 | 14 | 036:590 | 0,61  | 08:28  |

## Aufstiegsrunde

### Gruppe Nord
| Platz | Verein          | Spiele | Tore | Quote | Punkte |
| ----- | --------------- | ------ | ---- | ----- | ------ |
| 1.    | Germania Fulda  | 4      | 10:3 | 3,33  | 8:0    |
| 2.    | SV Wallau       | 3      | 03:6 | 0,5   | 2:4    |
| 3.    | TSV 1848 Kassel | 3      | 01:5 | 0,20  | 0:6    |

### Gruppe Süd
| Platz | Verein                   | Spiele        | Tore          | Quote         | Punkte        |
| ----- | ------------------------ | ------------- | ------------- | ------------- | ------------- |
| 1.    | SpVgg 1910 Langenselbold | 2             | 4:0           | ∞             | 4:0           |
| 2.    | Alemannia Niederbrechen  | 2             | 0:4           | 0,00          | 0:4           |
| 3.    | SV 06 Bad Nauheim        | zurückgezogen | zurückgezogen | zurückgezogen | zurückgezogen |